# Xai-Xai
Xai-Xai (già João Belo fino al 1975) è una città del Mozambico, capoluogo del distretto omonimo e della provincia di Gaza.
Fondata dai portoghesi all'inizio del XX secolo come João Belo, mantenne tale denominazione fino al 1975, anno dell'indipendenza dello stato africano.

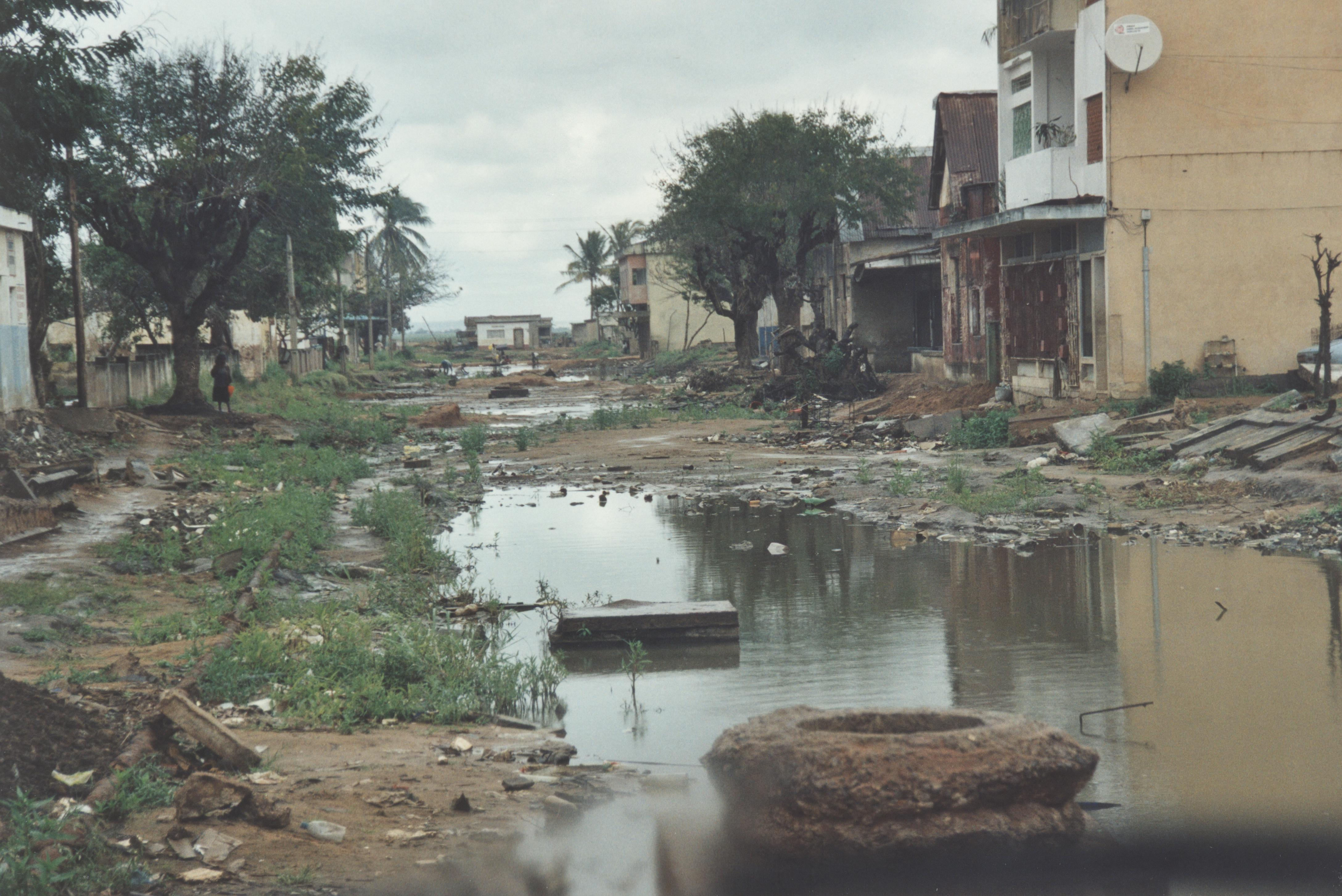
La città dopo l'alluvione del 2000

Xai-Xai è una città portuale, e si affaccia sull'Oceano Indiano situata nei pressi della foce del fiume Limpopo, 200 km a nord di Maputo. La rinomata spiaggia di Xai-Xai e la laguna distano dalla città circa 10 km.
La città sorge e si sviluppa per circa 2 km sulla strada EN1, che collega la capitale mozambicana con Maxixe-Inhambane e il cui completamento (nel 1970) contribuì in modo determinante allo sviluppo di Xai-Xai. Alla stazione degli autobus arrivano le corse provenienti da Maputo e partono quelle per diverse città dell'entroterra. 
L'alluvione del febbraio 2000 del Limpopo ha interessato notevolmente Xai-Xai, che fu sommersa da circa 3 metri d'acqua. Xai-xai ha successivamente ripreso il suo aspetto di tranquilla città provinciale e di centro commerciale.